# Angel (Sarah Brightman)
Angel è un singolo della cantante Sarah Brightman pubblicato il 15 ottobre 2012.